# Eleonora di Trastámara (regina del Portogallo)

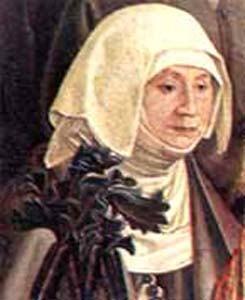
Eleonora d'Aragona, regina del Portogallo.

Eleonora Fernández di Trastámara o Eleonora d'Aragona o Eleonora d'Alburquerque (Leonor in spagnolo, asturiano, in galiziano, in portoghese, in aragonese e in basco, Elionor in catalano. Alienora in latino, Eleanor in inglese e Aliénor o Éléonore in francese, Eleonore in tedesco e Eleonora in fiammingo; Castiglia, 1402 – Toledo, 19 febbraio 1445) è stata principessa della casa reale castigliana, regina consorte del Portogallo dal 1433 al 1438, poi reggente del regno negli anni 1438 e 1439.

## Origini
Figlia quintogenita (seconda femmina) del principe di Castiglia e León, e futuro re della corona d'Aragona e di Sicilia, Ferdinando (figlio secondogenito di Giovanni I e della sua prima moglie Eleonora di Aragona) e di Eleonora d'Alburquerque (1374 - 1435), figlia secondogenita dell'infante di Castiglia e conte d'Alburquerque, Sancho Alfonso (1342-1375),e della di lui moglie, Beatrice del Portogallo (1347-1381).

## Biografia
Dopo il compromesso di Caspe (1412), suo padre, Ferdinando, divenne re della corona d'Aragona e, di conseguenza, Eleonora divenne infante d'Aragona.

Dopo che suo padre, Ferdinando divenuto re della corona d'Aragona, dovette lasciare la Castiglia per raggiungere l'Aragona Eleonora seguì i genitori in Aragona mentre i suoi tre fratelli, Alfonso (il futuro re d'Aragona Alfonso V), Giovanni (il futuro re d'Aragona e di Navarra, Giovanni II) ed Enrico, detti gli infanti d'Aragona rimasero in Castiglia
Il suo matrimonio con l'erede al trono del Portogallo, Edoardo fu concordato, a Barcellona, nel 1428, da suo fratello, Alfonso V e dal duca di Coimbra, Pietro, fratello di Edoardo, che rientrava nella penisola iberica dopo dieci anni di viaggi in Europa, Anatolia, Terra santa ed Egitto.
Il 22 settembre del 1428, a Coimbra, Eleonora sposò Edoardo, figlio terzogenito del re del Portogallo João I o Giovanni I d'Aviz (figlio del re del Portogallo Pietro I il Giustiziere e della sua amante, Teresa Lourenço, figlia di un mercante di Lisbona, Lourenço Martins, sembra di origine galiziana) e sua moglie, Filippa di Lancaster, figlia Giovanni Plantageneto, I duca di Lancaster (figlio di Edoardo III d'Inghilterra e zio del re d'Inghilterra, Riccardo II) e di Bianca di Lancaster (1345-1369), figlia di Enrico di Grosmont, primo duca di Lancaster.
Come tutte le regine portoghesi ricevette una dote consistente nella città di Santarém, con tutte le sue rendite, ed inoltre Alvaiázere, Sintra e Torres Vedras.
Eleonora divenne regina il 14 agosto 1433 quando suo suocero morì di peste.
Il marito, Edoardo, morì di peste, come suo padre, sua madre e sua nonna prima di lui, il 13 settembre del 1438, poco dopo il disastro di Tangeri, lasciando il trono al figlio Alfonso, minorenne, che divenne re Alfonso V, sotto la reggenza della madre, come da espresso desiderio testamentario di Edoardo, confermato dalle cortes, tenute a Torres Novas ancora nel 1438. Questa decisione non piacque alla popolazione di Lisbona, che iniziò a ribellarsi, ma il cognato di Eleonora, Giovanni, Connestabile del Portogallo, entrò nella città e riuscì a spegnere ogni tentativo di ribellione, mentre l'altro cognato, Pietro raccoglieva il malcontento intorno a sé, per cui fu richiesto alle cortes di pronunciarsi sulla reggenza:
- lasciarla ad Eleonora, appoggiata dalla maggioranza dei nobili, come da volontà testamentarie, oppure
- darla invece a Pietro, Duca di Coimbra, lo zio del re, che aveva l'appoggio di una parte della nobiltà ma soprattutto della popolazione

Le cortes (pare che Pietro riuscisse negli intrighi meglio del fratellastro, Alfonso, conte di Barcelos e futuro duca di Braganza, che parteggiava per la regina madre), riunite a Lisbona, nel dicembre del 1439, si pronunciarono per Pietro.
La regina madre, Eleonora, e Alfonso si rivolsero allora a Giovanni (fratellastro e genero di Alfonso), che aveva il controllo della città di Lisbona, per avere il suo appoggio e poter mantenere la reggenza contro la volontà delle cortes, ottenendone però un rifiuto.
Eleonora, nel 1440, dovette cedere il potere a Pietro e lasciò il Portogallo per ritirarsi a vivere a Toledo in Castiglia, dove morì il 19 febbraio del 1445.
Nel 1456 la salma di Eleonora fu traslata al Monastero di Batalha, in Portogallo.

## Discendenza
Eleonora diede a Edoardo nove figli, quattro maschi e cinque femmine:
- Giovanni d'Aviz (1429-1433);
- Filippa d'Aviz (1430-1439), morta di peste;
- Alfonso V (1432-1481), re del Portogallo;
- Maria d'Aviz (novembre 1432 - dicembre 1432);
- Fernando d'Aviz (1433-1470), duca di Viseu e padre del futuro re Manuele I del Portogallo;
- Eleonora d'Aviz (1434-1467), sposò l'imperatore Federico III;
- Edoardo d'Aviz (1435 - ?);
- Caterina d'Aviz (1436-1463), religiosa;
- Giovanna d'Aviz (1439-1475), sposò il re di Castiglia e León, Enrico IV.

## Ascendenza
|                               |                         |                            | Genitori                      |  |  | Nonni |  |  | Bisnonni               |  |  | Trisnonni               |  |
|                               |                         |                            |                               |  |  |       |  |  | Enrico II di Castiglia |  |  | Alfonso XI di Castiglia |  |
|                               |                         |                            |                               |  |  |       |  |  | Enrico II di Castiglia |  |  | Alfonso XI di Castiglia |  |
|                               |                         | Eleonora di Guzmán         |                               |  |  |       |  |  | Enrico II di Castiglia |  |  |                         |  |
| Giovanni I di Castiglia       |                         |                            |                               |  |  |       |  |  | Enrico II di Castiglia |  |  |                         |  |
|                               |                         | Giovanna Manuele           | Giovanni Manuele              |  |  |       |  |  |                        |  |  |                         |  |
|                               |                         | Giovanna Manuele           | Giovanni Manuele              |  |  |       |  |  |                        |  |  |                         |  |
|                               |                         | Giovanna Manuele           | Bianca de La Cerda y Lara     |  |  |       |  |  |                        |  |  |                         |  |
| Ferdinando I di Aragona       |                         | Giovanna Manuele           |                               |  |  |       |  |  |                        |  |  |                         |  |
|                               |                         | Pietro IV di Aragona       | Alfonso IV di Aragona         |  |  |       |  |  |                        |  |  |                         |  |
|                               |                         | Pietro IV di Aragona       | Alfonso IV di Aragona         |  |  |       |  |  |                        |  |  |                         |  |
|                               |                         | Pietro IV di Aragona       | Teresa di Entenza             |  |  |       |  |  |                        |  |  |                         |  |
| Eleonora d'Aragona            |                         | Pietro IV di Aragona       |                               |  |  |       |  |  |                        |  |  |                         |  |
|                               |                         | Eleonora di Sicilia        | Pietro II di Sicilia          |  |  |       |  |  |                        |  |  |                         |  |
|                               |                         | Eleonora di Sicilia        | Pietro II di Sicilia          |  |  |       |  |  |                        |  |  |                         |  |
|                               |                         | Eleonora di Sicilia        | Elisabetta di Carinzia        |  |  |       |  |  |                        |  |  |                         |  |
| Eleonora di Trastámara        |                         | Eleonora di Sicilia        |                               |  |  |       |  |  |                        |  |  |                         |  |
|                               | Alfonso XI di Castiglia | Ferdinando IV di Castiglia |                               |  |  |       |  |  |                        |  |  |                         |  |
|                               | Alfonso XI di Castiglia | Ferdinando IV di Castiglia |                               |  |  |       |  |  |                        |  |  |                         |  |
|                               | Alfonso XI di Castiglia | Costanza del Portogallo    |                               |  |  |       |  |  |                        |  |  |                         |  |
| Sancho Alfonso d'Alburquerque | Alfonso XI di Castiglia |                            |                               |  |  |       |  |  |                        |  |  |                         |  |
|                               |                         | Eleonora di Guzmán         | Pietro Núñez di Guzmán        |  |  |       |  |  |                        |  |  |                         |  |
|                               |                         | Eleonora di Guzmán         | Pietro Núñez di Guzmán        |  |  |       |  |  |                        |  |  |                         |  |
|                               |                         | Eleonora di Guzmán         | Giovanna Ponzia di Lèon       |  |  |       |  |  |                        |  |  |                         |  |
| Eleonora d'Alburquerque       |                         | Eleonora di Guzmán         |                               |  |  |       |  |  |                        |  |  |                         |  |
|                               |                         | Pietro I del Portogallo    | Alfonso IV del Portogallo     |  |  |       |  |  |                        |  |  |                         |  |
|                               |                         | Pietro I del Portogallo    | Alfonso IV del Portogallo     |  |  |       |  |  |                        |  |  |                         |  |
|                               |                         | Pietro I del Portogallo    | Beatrice di Castiglia         |  |  |       |  |  |                        |  |  |                         |  |
| Beatrice del Portogallo       |                         | Pietro I del Portogallo    |                               |  |  |       |  |  |                        |  |  |                         |  |
|                               |                         | Inés de Castro             | Pedro Fernández de Castro     |  |  |       |  |  |                        |  |  |                         |  |
|                               |                         | Inés de Castro             | Pedro Fernández de Castro     |  |  |       |  |  |                        |  |  |                         |  |
|                               |                         | Inés de Castro             | Aldonza Lorenzo de Valladares |  |  |       |  |  |                        |  |  |                         |  |
|                               |                         | Inés de Castro             |                               |  |  |       |  |  |                        |  |  |                         |  |